# 目からウロコの骨董塾
鑑定団が3倍面白くなる!目からウロコの骨董塾（かんていだんがさんばいおもしろくなる・めからうろこのこっとうじゅく）は、BSジャパンで2010年10月7日から2012年3月29日まで放送していた骨董品にこだわる教養番組。

## 解説
- テレビ東京系列の『開運!なんでも鑑定団』の姉妹番組。鑑定団のレギュラー鑑定士である中島誠之助らが講師となり、毎回4つのジャンルに分類して骨董品の秘密や目利きのポイントを講義する。中島による焼物講座が一時限目で固定されているが、二、三、四時限目の内容は流動的に変化していた。
- 番組内では「骨董目利き検定」という視聴者プレゼントクイズがあり、正解した視聴者には中島による目利き認定書が贈呈された。

## 出演者
メイン
- 草野満代（元NHKアナウンサー、番組MC）
- 中島誠之助（骨董商、古美術鑑定家、番組での塾長）

主な講師
- 焼物：森由美
- おもちゃ：北原照久
- 書画：安河内眞美、田中大
- 絵画：永井龍之介
- 切手：高橋宣雄
- コイン：竹内俊夫
- 西洋アンティーク：阿藤芳樹
- 骨董の楽しみ方：勝見充男

リポーター
- 石原あつ美
- 日記
- 上野優花（2011年10月 -）

ナレーション
- 銀河万丈
- 冨永みーな

## スタッフ
- 題字：矢部澄翔
- 編集：三浦浩明
- MA：村田昌栄
- 音響効果：蓮田美穂
- ヘアメイク：せきさゆり
- CG：ぴーたん
- 美術：ブリッツタイム
- 技術協力：LOOP、千代田ビデオ
- 番宣：山室泰造（テレビ東京）
- 編成：名渕朝晴（テレビ東京）
- ディレクター：森重覚朗、溝上義明、渡邊かおり
- 演出：村上徹
- プロデューサー：岡田英吉（テレビ東京）、竹野篤、杉山麗美
- 製作：BSジャパン、nexus

## 放送日時
- 木曜21:00 - 21:54
- 再放送・土曜13:00 - 13:54（2011年4月 - ）

## 地上波のネット局
| 放送地域       | 放送局     | 放送日時                 | 放送系列                      |
| -------------- | ---------- | ------------------------ | ----------------------------- |
| 愛知県         | テレビ愛知 | 月曜 12時00分 - 12時55分 | テレビ東京系列                |
| 大阪府         | テレビ大阪 | 火曜 11時30分 - 12時25分 | テレビ東京系列                |
| 三重県         | 三重テレビ | 火曜 22時15分 - 23時10分 | 独立局                        |
| 奈良県         | 奈良テレビ | 金曜 12時00分 - 12時55分 | 独立局                        |
| 岐阜県         | 岐阜放送   | 月曜 21時00分 - 21時54分 | 独立局                        |
| 福井県         | 福井放送   | 日曜 13時00分 - 13時55分 | 日本テレビ系列 テレビ朝日系列 |
| 山口県         | 山口放送   | 火曜 9時30分 - 10時25分  | 日本テレビ系列                |
| 鳥取県・島根県 | 山陰放送   | 金曜 14時50分 - 15時45分 | TBS系列                       |
| 石川県         | 石川テレビ | 木曜 15時58分 - 16時57分 | フジテレビ系列                |